# Landesregierung Figl I
Die Landesregierung Figl I (auch als provisorischer Landesausschuß bezeichnet) war die provisorische Niederösterreichische Landesregierung nach der Besetzung Niederösterreichs durch die Sowjetunion. Sie amtierte vom 27. April 1945 bis zum Rücktritt von Leopold Figl als Landeshauptmann am 15. Oktober 1945. Der provisorischen Landesregierung Figl I folgte die provisorische Landesregierung Reither III nach. Die Landesregierung Figl I setzte sich aus vier Politikern der Österreichischen Volkspartei (ÖVP), drei Vertretern der Sozialistischen Partei Österreichs (SPÖ) und zwei Mitgliedern der Kommunistischen Partei Österreichs (KPÖ) zusammen.

## Regierungsmitglieder
| Amt                           | Name              | Partei | Ressorts |
| ----------------------------- | ----------------- | ------ | -------- |
| Landeshauptmann               | Leopold Figl      | ÖVP    |          |
| Landeshauptmannstellvertreter | Oskar Helmer      | SPÖ    |          |
| Landeshauptmannstellvertreter | Otto Mödlagl      | KPÖ    |          |
| Landesrat                     | August Kargl      | ÖVP    |          |
| Landesrat                     | Johann Steinböck  | ÖVP    |          |
| Landesrat                     | Elias Wimmer      | ÖVP    |          |
| Landesrat                     | Hans Brachmann    | SPÖ    |          |
| Landesrat                     | Heinrich Widmayer | SPÖ    |          |
| Landesrat                     | Karl Podrazky     | KPÖ    |          |